# Palais Diên Thọ

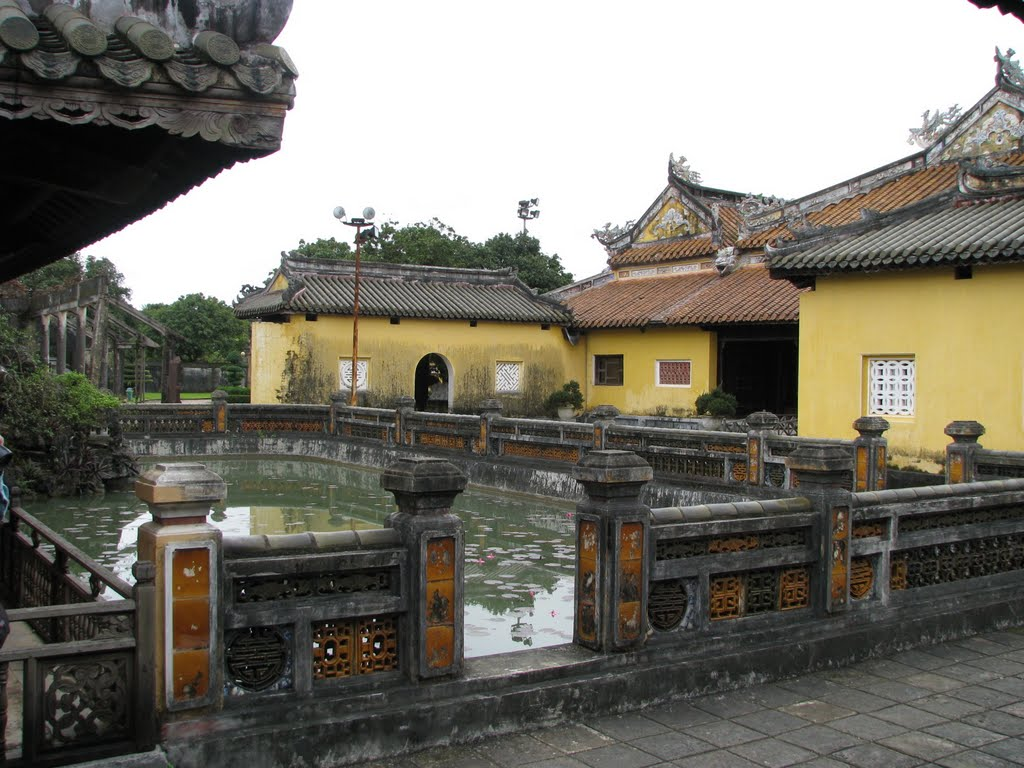
Vue d'une des cours avec un étang artificiel

Le palais Diên Thọ (en vietnamien: Cung Diên Thọ) est l'un des palais de la Cité impériale de Hué au Viêt Nam. C'est un ensemble d'édifices construits par l'empereur Gia Long en 1803-1804 pour sa mère, afin de lui servir de lieu de résidence et de réception. Il se trouve dans le carré nord-ouest de la Cité impériale, et à l'est se trouve la Cité pourpre interdite. Bao Dai fit sa résidence privée d'un des pavillons, le pavillon Thinh Minh.
Les visiteurs y accèdent par la porte sud de l'Éternelle longévité.
L'endroit est constitué de plusieurs bâtiments (dont certains sont à demi détruits par les bombardements américains de l'offensive du Têt en 1968) reliés par des cours avec des bassins. Le palais principal possède un mobilier incrusté de nacre.
On remarque, à l'est de l'entrée, le pavillon Truong Du (pavillon des Plaisirs), avec un étang articiciel agrémenté d'une rocaille.
Le temple de Phuoc To, construit en 1831, servait pour les dévotions de l'impératrice-mère qui s'y rendait les 1er et 15e jours des mois lunaires. L'étage supérieur était appelé le pavillon Khương Ninh.

## Illustrations

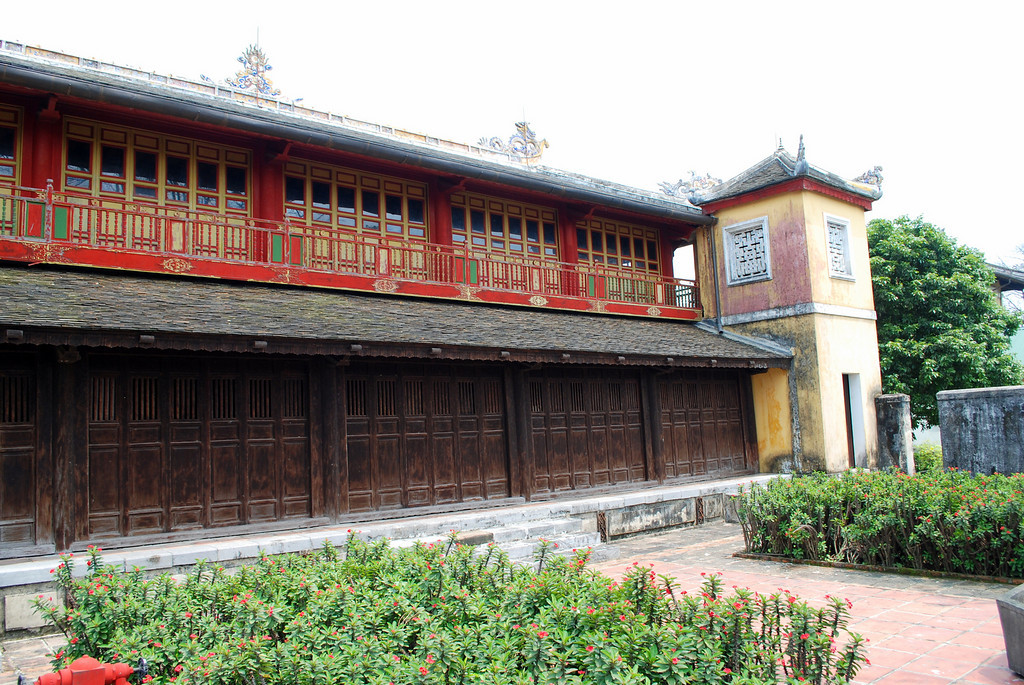
Façade du temple Phuoc To donnant sur un jardin
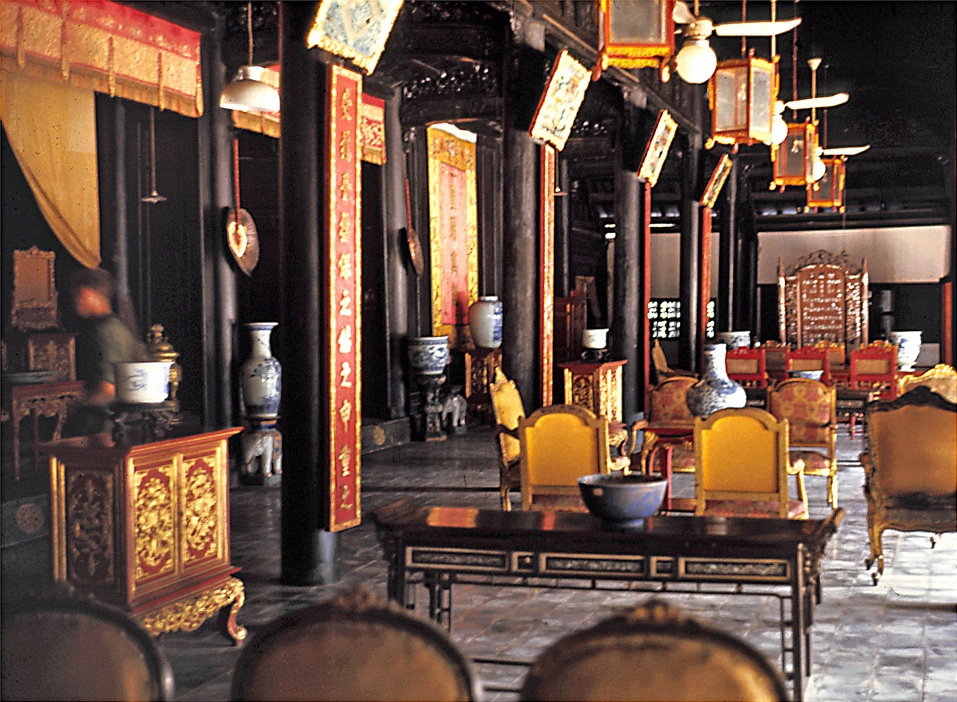
Intérieur d'un des salons
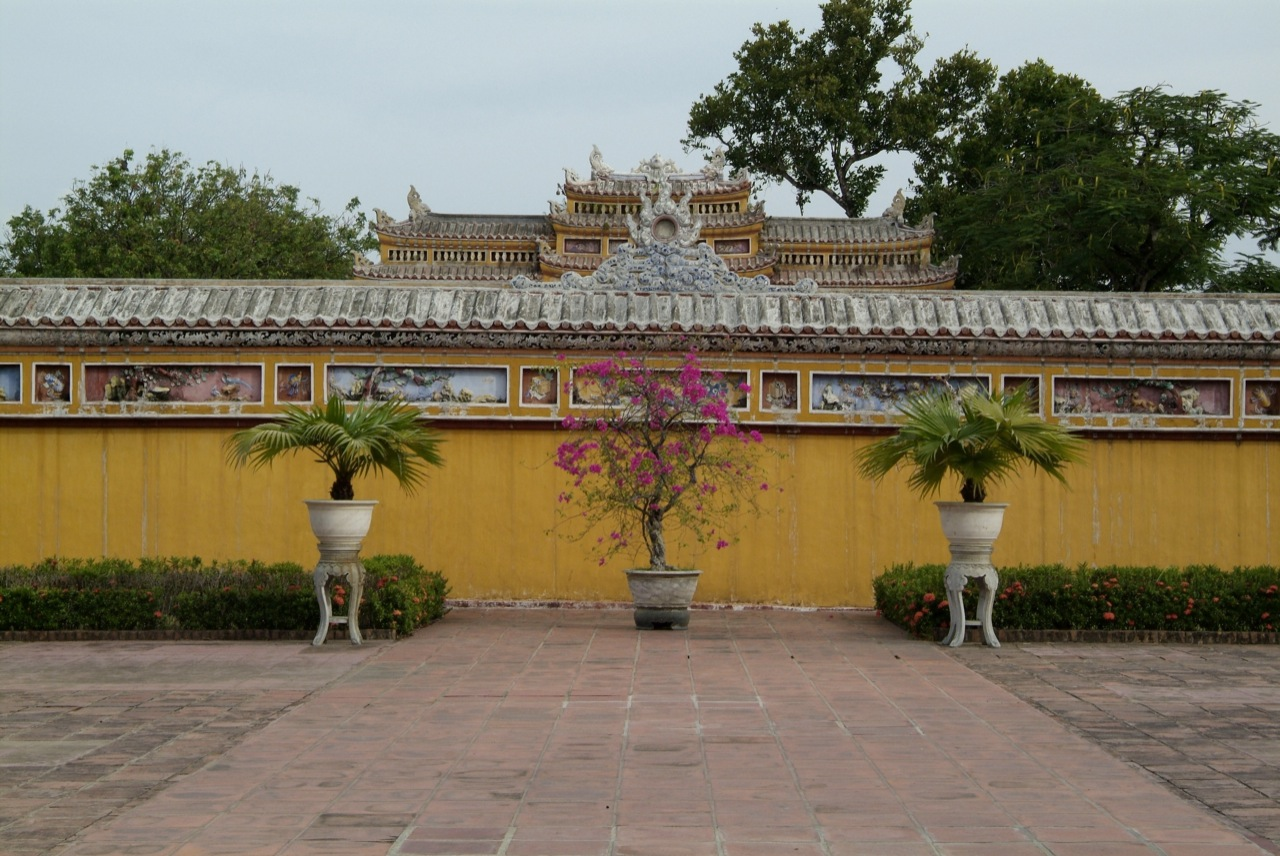
Détail d'une cour
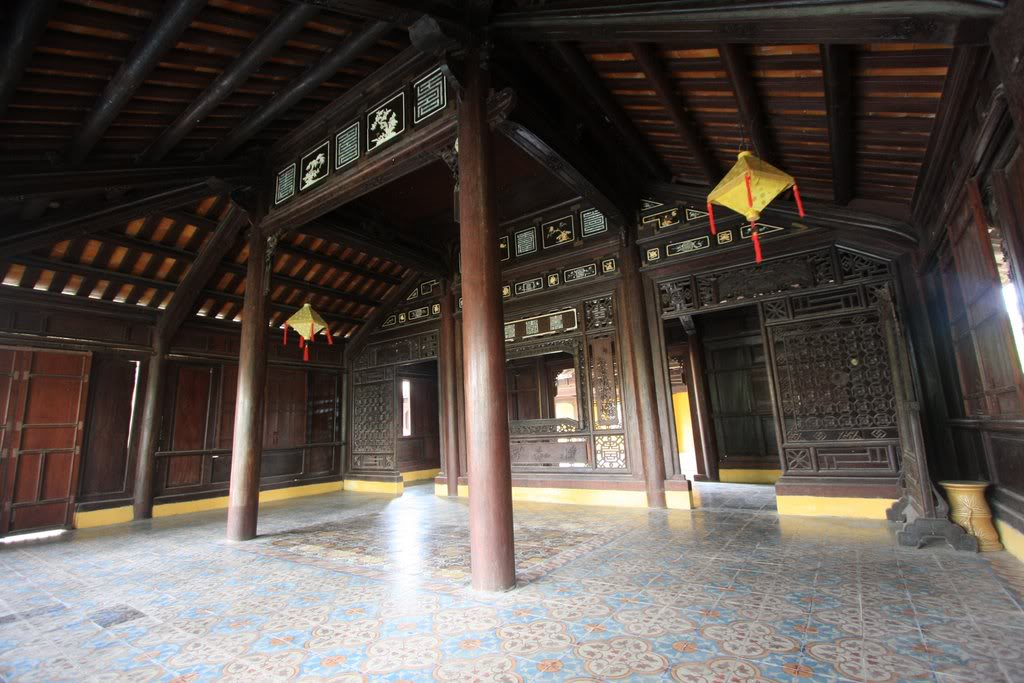
Une des salles aux panneaux de bois sculptés

## Notes et références

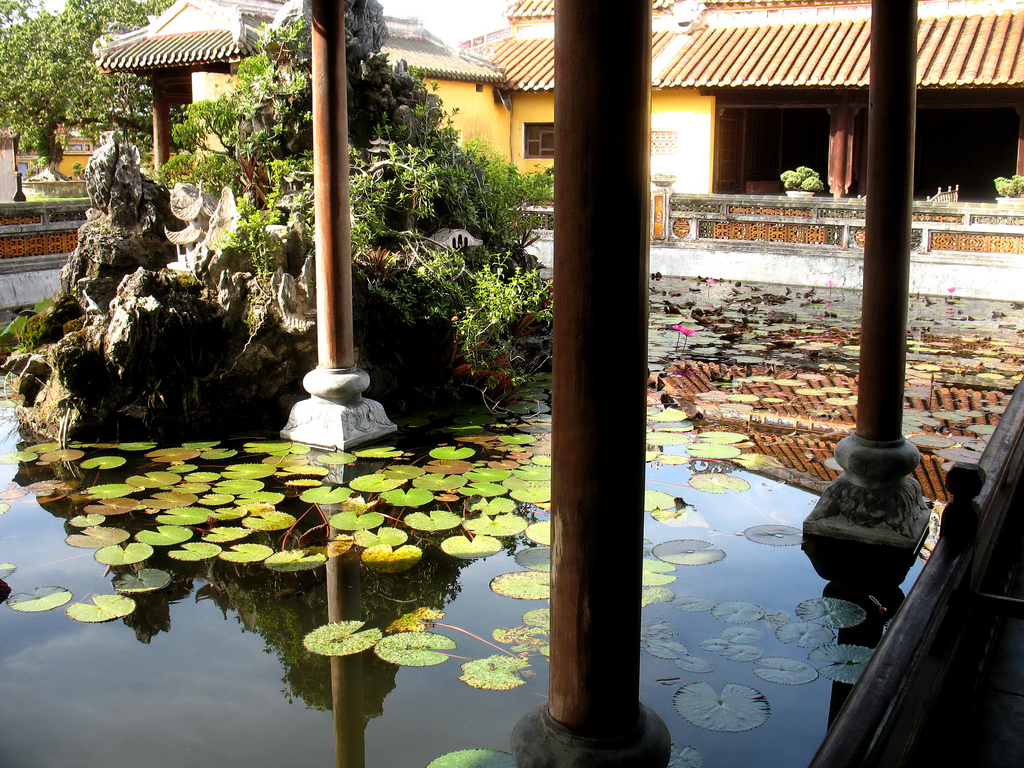
Rocaille sur le bassin de nénuphars du pavillon « Truong Du » du palais Diên Thọ.